# Lac Brochet Airport
Lac Brochet Airport är en flygplats i Kanada.   Den ligger i provinsen Manitoba, i den centrala delen av landet, 2 300 km nordväst om huvudstaden Ottawa. Lac Brochet Airport ligger 367 meter över havet. Den ligger vid sjön Lac Brochet.
Terrängen runt Lac Brochet Airport är platt. Trakten runt Lac Brochet Airport är nära nog obefolkad, med mindre än två invånare per kvadratkilometer.. 